# Eriospermum schlechteri
Eriospermum schlechteri är en sparrisväxtart som beskrevs av John Gilbert Baker. Eriospermum schlechteri ingår i släktet Eriospermum och familjen sparrisväxter. Inga underarter finns listade i Catalogue of Life.